# Aérodrome d'Orodara
L'Aéroport d'Orodara est un aéroport d’usage public situé à 1 km au nord-ouest d’Orodara (Kénédougou) au Burkina Faso.

## Description
Orodora est située dans une zone qualifiée souvent de «verger du Burkina Faso». L'aérodrome ne publie pas de rapport d'observation météorologique (METAR). La station météo la plus proche est celle de l'aéroport de Bobo-Dioulasso, situé à 69 km.